# Bombardeio de amor

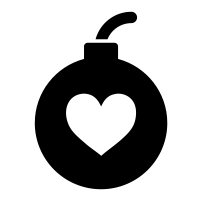
Embora usado para fins positivos e negativos, o bombardeio de amor é identificado como uma possível parte de um ciclo de abuso

Bombardeio de amor (termo do inglês love bombing) é uma tentativa de influenciar uma pessoa por meio de demonstrações excessivas de atenção e afeto. Pode ser usado de diferentes maneiras e para fins positivos ou negativos. Psicólogos identificaram o bombardeio de amor como uma possível parte de um ciclo de abuso e alertaram contra isso. Também foi descrito como manipulação psicológica para criar um sentimento de unidade dentro de um grupo contra uma sociedade percebida como hostil. Em 2011, o psicólogo clínico Oliver James defendeu o bombardeio de amor em seu livro Love Bombing: Reset Your Child's Emotional Thermostat, como um meio para os pais corrigirem problemas emocionais em seus filhos.

## Definição e análise
A expressão love bombing foi cunhada por membros da Igreja da Unificação dos Estados Unidos durante a década de 1970 e também foi usada por membros da Família Internacional. A professora de psicologia Margaret Singer relatou o conceito. Em seu livro de 1996, Cults in Our Midst, ela escreve:
Assim que qualquer interesse for demonstrado pelos recrutas, eles podem ser "bombardeados por amor" pelo recrutador ou outros membros do culto. Este processo de fingir amizade e interesse no recruta foi originalmente associado a um dos primeiros cultos de jovens, mas logo foi retomado por vários grupos como parte de seu programa para atrair pessoas. O bombardeio de amor é um esforço coordenado, geralmente sob a direção de uma liderança, que envolve recrutas de longo prazo e membros mais novos com bajulação, sedução verbal, afetuosas mas geralmente não sexuais, e muita atenção a cada comentário. O bombardeio de amor — ou a oferta de companhia instantânea - é um estratagema enganoso que explica muitos esforços de recrutamento bem sucedidos.

## Relacionamentos abusivos
A mídia social moderna pode intensificar o efeito do bombardeio de amor, uma vez que dá ao agressor contato e comunicação quase constante com a vítima. Um dos sinais dessa técnica de pseudoafeição no início de um relacionamento é a atenção intensa durante um curto período de tempo e a pressão por um compromisso muito rápido.
O psicólogo Dale Archer identifica as fases do bombardeio de amor com a sigla IDD: ”Idealização Intensa, Desvalorização, Descarte (Repita)” e o processo de identificação desse padrão de comportamento como POE: “Pare, Observe e Escute” (SLL; Stop, Look, Listen); depois disso, o rompimento do contato com o agressor pode se tornar mais possível, também buscando o apoio da família e dos amigos.
Outro sinal de bombardeio de amor é ser intensamente regado de carinho, presentes e promessas para o futuro pelo predador para que a vítima sinta ou seja levada a acreditar que tudo isso é um sinal de “amor à primeira vista”. Uma vez que tais sinais de afeição e afirmação podem atender às necessidades sentidas e não parecer prejudiciais à superfície, a excitação de um relacionamento tão novo muitas vezes não parece motivo de alarme. No entanto, após a excitação inicial, quando a vítima demonstra interesse ou se importa com qualquer coisa além de seu novo parceiro, o manipulador pode demonstrar raiva, comportamento passivo-agressivo ou acusar as vítimas de egoísmo. Caso a vítima não cumpra as exigências, inicia-se a fase de desvalorização: o agressor retira todo o afeto ou reforço positivo e, em vez disso, pune a vítima com o que achar apropriado – gritos, repreensão, jogos mentais, tratamento silencioso ou até mesmo abuso físico.
Um artigo na Cosmopolitan explica:
Qualquer pessoa é capaz de praticar love bombing, mas na maioria das vezes é um sintoma de transtorno de personalidade narcisista. Love bombing é, em grande parte, um comportamento inconsciente. Trata-se realmente de "ter" a outra pessoa. Então, quando eles se sentem como "tendo obtido" a pessoa e se sentem seguros no relacionamento, o narcisista normalmente muda e se torna muito difícil, abusivo ou manipulador.
A expressão tem sido usada para descrever as táticas usadas por cafetões e membros de gangues para controlar suas vítimas.

## Ocorrências benignas
Atenção e afeto excessivos não constituem um bombardeio de amor se não houver intenção ou padrão de abuso adicional. Archer explica:
A chave para entender como o bombardeio de amor difere do namoro romântico é olhar para o que acontece a seguir, depois que duas pessoas são oficialmente um casal. Se as demonstrações extravagantes de afeto continuam indefinidamente, se as ações correspondem às palavras, e não há fase de desvalorização, então provavelmente não é um bombardeio de amor. Essa atenção pode ser irritante depois de um tempo, mas não é prejudicial por si só.
O autor e psicólogo britânico Oliver James recomendou o bombardeio de amor como uma técnica para os pais ajudarem seus filhos problemáticos. Ele descreveu como "dedicando um tempo individual, mimando e esbanjando seu filho com amor e, dentro do razoável, atendendo a todos os seus desejos". Em 2011, Heidi Scrimgeour, repórter do The Daily Express, experimentou a técnica com seu filho e relatou:
Não é difícil de entender que "regar" uma criança com afeto terá um impacto positivo em seu comportamento, mas o que me surpreendeu foi o quanto meu comportamento mudou. O bombardeio de amor me permitiu ver meu filho através de uma lente nova, minha disposição em relação a ele suavizou e ele pareceu gostar do brilho da atenção positiva.